# B3GNT7
B3GNT7 (англ. UDP-GlcNAc:betaGal beta-1,3-N-acetylglucosaminyltransferase 7) – білок, який кодується однойменним геном, розташованим у людей на короткому плечі 2-ї хромосоми.  Довжина поліпептидного ланцюга білка становить 401 амінокислот, а молекулярна маса — 45 987.
| 10         |  | 20         |  | 30         |  | 40         |  | 50         |
| ---------- |  | ---------- |  | ---------- |  | ---------- |  | ---------- |
| MSLWKKTVYR |  | SLCLALALLV |  | AVTVFQRSLT |  | PGQFLQEPPP |  | PTLEPQKAQK |
| PNGQLVNPNN |  | FWKNPKDVAA |  | PTPMASQGPQ |  | AWDVTTTNCS |  | ANINLTHQPW |
| FQVLEPQFRQ |  | FLFYRHCRYF |  | PMLLNHPEKC |  | RGDVYLLVVV |  | KSVITQHDRR |
| EAIRQTWGRE |  | RQSAGGGRGA |  | VRTLFLLGTA |  | SKQEERTHYQ |  | QLLAYEDRLY |
| GDILQWGFLD |  | TFFNLTLKEI |  | HFLKWLDIYC |  | PHVPFIFKGD |  | DDVFVNPTNL |
| LEFLADRQPQ |  | ENLFVGDVLQ |  | HARPIRRKDN |  | KYYIPGALYG |  | KASYPPYAGG |
| GGFLMAGSLA |  | RRLHHACDTL |  | ELYPIDDVFL |  | GMCLEVLGVQ |  | PTAHEGFKTF |
| GISRNRNSRM |  | NKEPCFFRAM |  | LVVHKLLPPE |  | LLAMWGLVHS |  | NLTCSRKLQV |
| L          |  |            |  |            |  |            |  |            |

A: Аланін

C: Цистеїн

D: Аспарагінова кислота

E: Глутамінова кислота

F: Фенілаланін

G: Гліцин

H: Гістидин

I: Ізолейцин

K: Лізин

L: Лейцин

M: Метіонін

N: Аспарагін

P: Пролін

Q: Глутамін

R: Аргінін

S: Серин

T: Треонін

V: Валін

W: Триптофан

Кодований геном білок за функціями належить до трансфераз, глікозилтрансфераз. 
Задіяний у такому біологічному процесі як поліморфізм. 
Локалізований у мембрані, апараті гольджі.